# رباط ده محمد
رباط ده محمد مربوط به دوره قاجار است و در روستای ده محمد، شهرستان عشق‌آباد واقع شده و این اثر در تاریخ ۲۳ مرداد ۱۳۷۸ با شمارهٔ ثبت ۲۳۸۱ به‌عنوان یکی از آثار ملی ایران به ثبت رسیده‌است.

## ثبت در فهرست میراث جهانی
در ۲۶ شهریور ۱۴۰۲ در جریان چهل و پنجمین اجلاس کمیته میراث جهانی یونسکو در ریاض، رباط ده محمد به‌همراه ۵۳ کاروانسرای تاریخی دیگر (جمعاً ۵۴ کاروانسرا در ۲۴ استان ایران) تحت عنوان کاروانسراهای ایرانی در فهرست میراث جهانی قرار گرفتند. این مجموعه جهانی به عنوان بیستمین و هفتمین اثر جهانی کشور ایران شناخته می‌شود.